# 1956-os emlékmű (Vértesboglár)
A vértesboglári 1956-os emlékmű  Hadházy Ákos szerint „a legfurcsább 56-os emlékmű egy vértesboglári kis mellékutcában, mindentől távol”.

## Helyzete
Kis mellékutca végén, valóban „mindentől távol”, áll három, EU-s és állami támogatással épült hatalmas vendégház tövében. A vendégházak csoportja a „Kun Pista” nevet kapta, mivel egyikük helyén korábban egy ilyen nevű állatidomár lakott — mindenesetre mindenféle '56-os kötődés nélkül.

## Története
A szobrot 5 millió forint állami támogatásból építették nagy sebtében. „Az benne a furcsa, hogy a Vértesboglártól 130 km autóútra fekvő Vaszar község volt a pályázó, a Kun Pista Egyesület a megvalósító és a Frank and Son Bt. a kivitelező” – írja Hadházy, a pályázat leírása pedig így szól: „Vértesbogláron a forradalom és szabadságharc intenzitását megidéző kompozíció valósult meg, a Frank & Son Bt. kivitelezésében.”
A vendégházak egyik tulajdonosa 2017-ben kért engedélyt az önkormányzattól az emlékmű felállítására. „Azt ugyanis valamilyen PÁLYÁZATI PÉNZBŐL csinálták, aminek lejár a határideje, muszáj valahová letennie.” A  képviselő testület korábban egyszer már nem kérte a zsűrizetlen alkotást, és akkor sem akartak (nem voltak rá felkészülve), de abba beleegyezett, hogy a vállalkozó ideiglenesen letegye a háza elé a szobrot. Azóta is ott áll.

## Esztétikája
A hivatalos indoklás szerint a „kivágott közepű magyar zászló forgószélként csavarodik az ég felé”. Az, hogy van-e az ismeretlen művész zsűrizetlen alkotásának bármiféle esztétikai értéke, a 2020-as években erősen vitatott.